# Mantillo (jardinería)
El mantillo,  acolchado o mulching es el término utilizado en jardinería y agricultura para referirse a la capa de material aplicada sobre la superficie del suelo, principalmente para modificar los efectos del clima local. El mantillo se aplica de una variedad de materiales, naturales y sintéticos, para los siguientes propósitos: 
- Conservar la humedad
- Mejorar la fertilidad y la salud del suelo
- Reducir el crecimiento de malezas
- Mejorar el atractivo visual de la zona

Un mantillo por lo general es creado con materia orgánica. Puede ser permanente (por ejemplo, astillas de corteza) o temporal (por ejemplo, láminas de plástico). Se puede aplicar al suelo desnudo, o alrededor de las plantas existentes. Las coberturas de estiércol o compost se incorporan de forma natural en el suelo por la actividad de los gusanos y otros organismos. El proceso se utiliza tanto en la producción de cultivos comerciales como de jardinería, y cuando se aplica correctamente puede mejorar drásticamente la productividad del suelo.

## Materiales

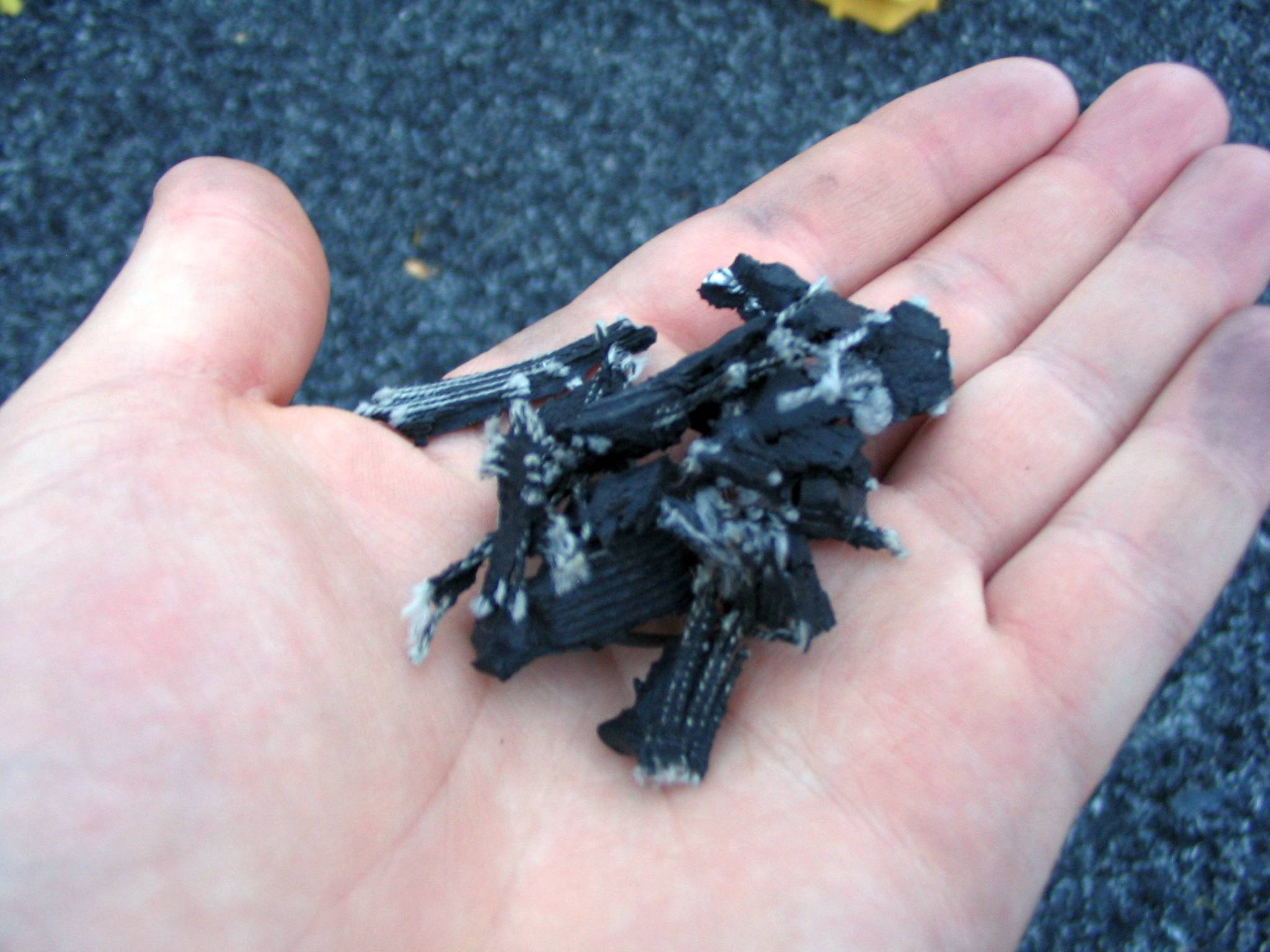
Mantillo hecho con neumáticos despedazados

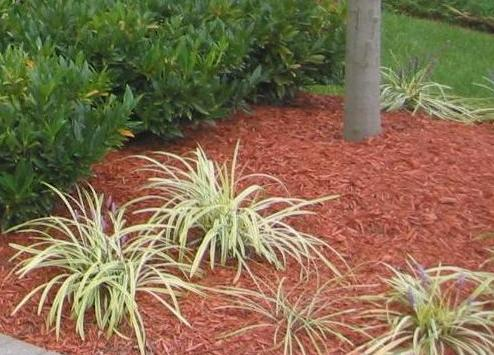
Astillas de madera

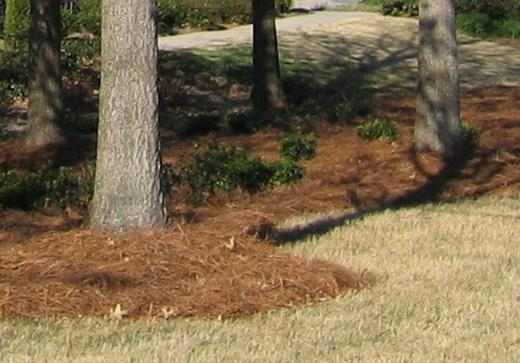
Agujas de pino utilizadas como mantillo

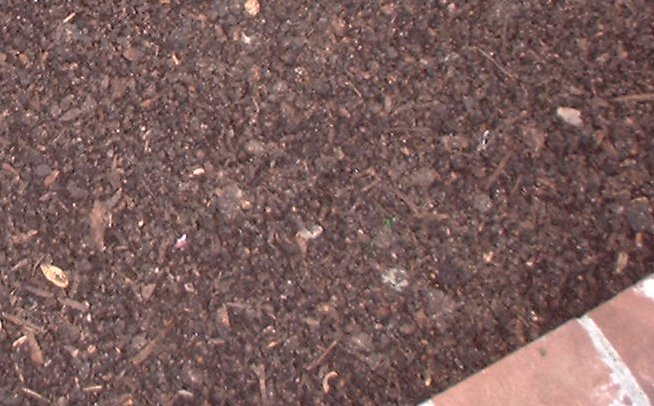
Mantillo de compost

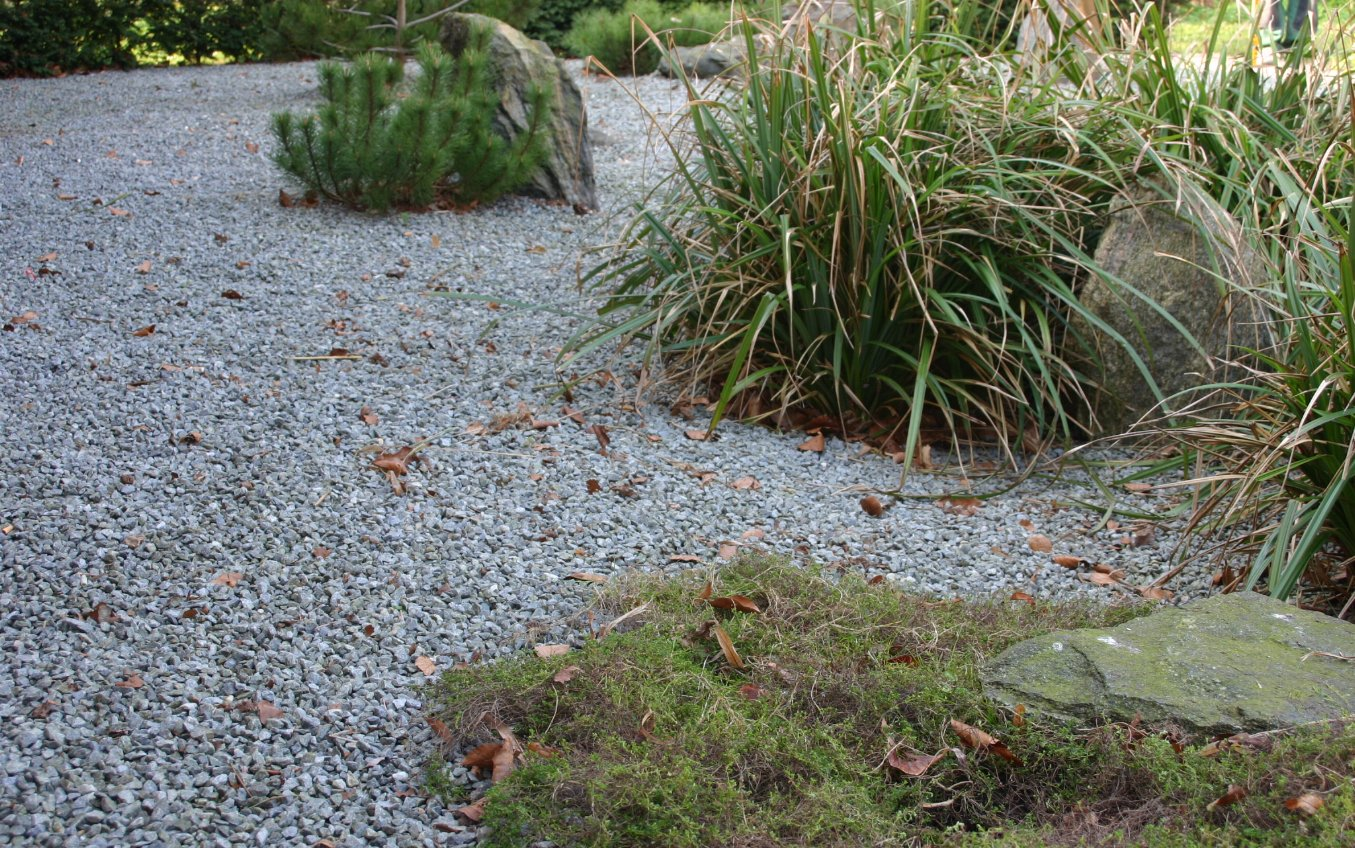
Mantillo de roca triturada

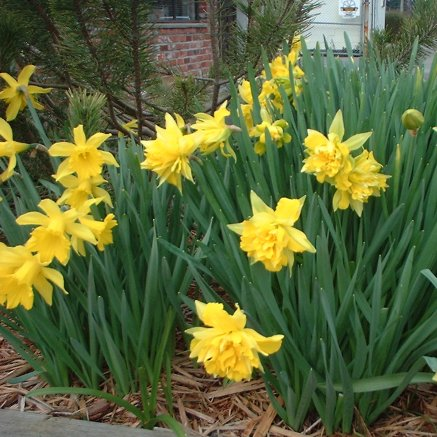
Narcisos creciendo con astillas de madera

Los materiales utilizados como cobertura varían y dependen de varios factores. Su uso tiene en cuenta la disponibilidad, el costo, la apariencia, el efecto que tiene sobre el suelo (incluyendo reacciones químicas y el pH), la duración, la combustibilidad, el índice de descomposición y lo limpio que esté, si contienen semillas de otras plantas o agentes patógenos, etc.
- Residuos orgánicos: restos de césped, hojas, heno, paja, desechos de la cocina, corteza triturada, toda pepitas de corteza, aserrín, cáscaras, astillas de madera, tiras de periódico, cartón, lana, estiércol, etc. Muchos de estos materiales también actúan como un sistema directo de compostaje, como los recortes de cobertura vegetal de una cortadora de césped, u otros compuestos orgánicos aplicados como hoja de compostaje.
- Compost: debe ser material totalmente compostado para evitar posibles problemas de fitotoxicidad, y las semillas de malezas deben haber sido eliminadas, de lo contrario el mantillo producirá una cubierta de malezas.
- Trozos de caucho: caucho de neumáticos reciclado.
- Mantillo plástico: cultivos crecen a través de rendijas o agujeros en láminas de plástico fino. Este método es cada vez más común en cultivo de vegetales a gran escala. Existen millones de hectáreas cultivadas bajo cubierta plástica en el mundo (la disposición de acolchado plástico es citado como un problema ambiental).
- Roca y grava también se pueden utilizar como mantillo. En climas más fríos, el calor retenido por las rocas durante el día puede extender la temporada de crecimiento de plantas como el zapallo.

## Mantillo orgánico

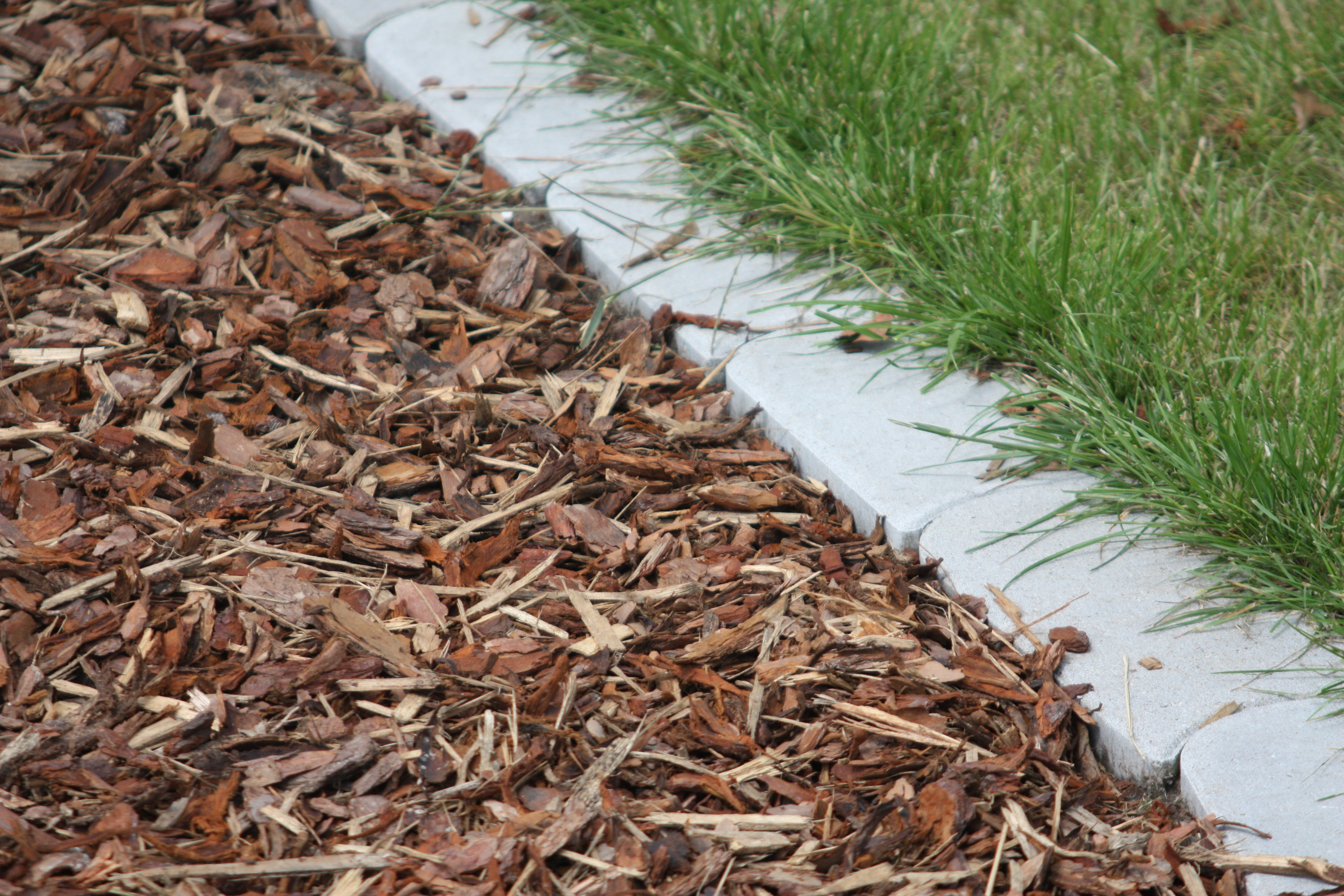
Chips de corteza

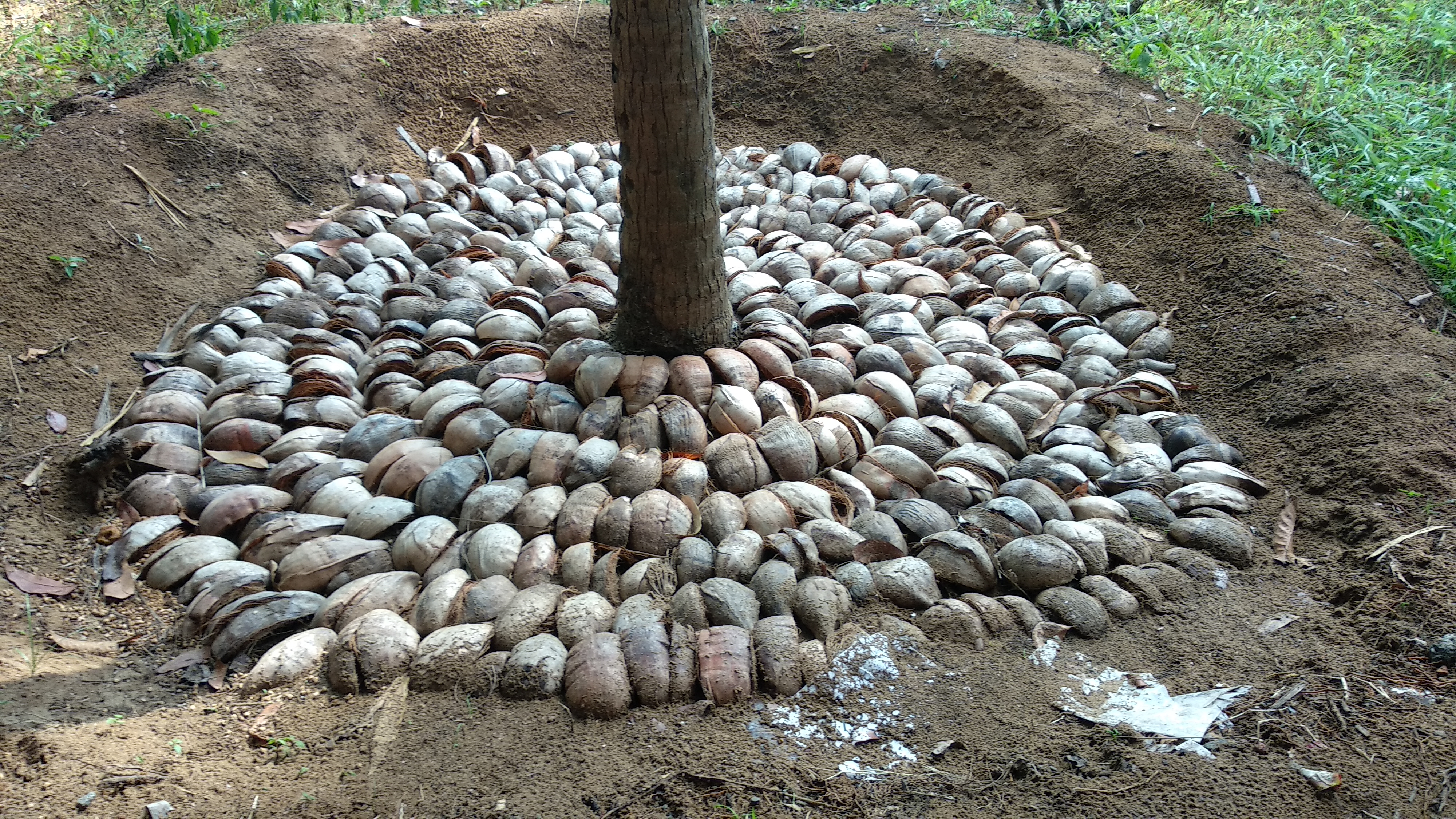
Mantillo de coco

Los mantillos orgánicos se deterioran con el tiempo y son temporales. La manera en la cual un mantillo orgánico se descompone y reacciona a la humedad causada por la lluvia y el rocío afecta su utilidad. porque las bacterias y hongos que descomponen los materiales remueven el nitrógeno del suelo cercano para crecer.
Los mantillos orgánicos comúnmente disponibles incluyen: 

### Hojas
Las hojas de los árboles de hoja caduca, que dejan caer sus hojas en el otoño, tienden a ser seco y sopla con el viento, por lo que suelen ser picadas o ralladas antes de la aplicación. Como se descomponen se adhieren el uno al otro, también permiten que el agua y la humedad se filtre hacia la superficie del suelo.
Las capas gruesas de hojas enteras, especialmente de arces y robles, pueden formar una alfombra húmeda en invierno y primavera que puede impedir el crecimiento de nuevo césped y otras plantas. Las hojas secas se utilizan como coberturas de invierno para proteger a las plantas de congelación y descongelación en áreas con inviernos fríos, se retiran normalmente durante la primavera.

### Recortes de césped
Los recortes de césped se recogen y se usan a veces en otros lugares como mantillo. Los recortes de césped son densos y tienden a enredarse abajo, así que se mezclan con las hojas del árbol o el compost bruto para proporcionar aireación y facilitar su descomposición y sin putrefacción maloliente.
La descomposición de recortes de hierba fresca puede dañar las plantas, su descomposición produce a menudo una acumulación perjudicial de calor atrapado. Los recortes de césped suelen secarse completamente antes de la aplicación, que media frente a la rápida descomposición y generación de calor excesivo. Recortes de la hierba verde frescas son relativamente altos en contenido de nitratos, y cuando se utiliza como mantillo, gran parte del nitrato se devuelve a la tierra, por eso la eliminación rutinaria de la hierba cortada resulta en la deficiencia de nitrógeno para el césped.

### Musgo de turbera
El musgo de turbera o  Sphagnum es de larga duración y viene envasado, por lo que es conveniente y popular como mantillo. Cuando se humedece y se seca, se puede formar una densa capa que no permite que el agua penetre. A veces, se mezcla con agujas de pino para producir un mantillo que friable. También puede disminuir el pH de la superficie del suelo, por lo que es útil como un mantillo debajo de las plantas acidófilas.

### Astillas de madera
Las astillas de madera son un subproducto de la poda de árboles por arbolistas, servicios públicos y parques, se utilizan para eliminar los residuos voluminosos. Ramas de los árboles y grandes tallos son bastante gruesa después de astillado y tienden a ser utilizados como mantillo con al menos tres pulgadas de espesor.

### Astillas de corteza
Astillas de corteza, de diversos grados se producen a partir de la capa de corteza de corcho exterior de árboles maderables. Los tamaños varían a partir de hebras finas tiras de grandes bloques gruesos.

### Mantillo de paja
El mantillo de paja o heno de campo son tallos de gramínea livianos y normalmente se venden en balas comprimidas. Tienen un aspecto descuidado y se utilizan en jardines vegetales y como cubierta de invierno. Es biodegradable y de pH neutro. Tienen una buena retención de la humedad y propiedades de control de otras plantas.

### Cartón / periódicos
El cartón o los periódicos pueden ser utilizados como mantillo. Estos se utilizan mejor como una capa base sobre la que se coloca una capa vegetal más pesado tal como compost para evitar que la capa de cartón/periódico más ligero sea empujado del viento. Mediante la incorporación de una capa de cartón sobre el periódico, la cantidad de cobertura más pesado se puede reducir, aunque mano de obra adicional se gasta cuando se siembra a través de una capa vegetal que contiene un cartón y una capa de periódico porque se debe cortar agujeros para cada planta. Germen de la siembra a través de coberturas que contienen una capa de cartón / periódico es poco práctico. la Aplicación de periódico en tiempo ventoso puede ser facilitada por con un pre-remojo el periódico en el agua para aumentar su peso.

## Aplicación
Se aplica por lo general en el comienzo de la temporada de cultivo, y a menudo se vuelve a aplicar cuando sea necesario. Sirve inicialmente para calentar el suelo, ayudando a mantener el calor que se pierde durante la noche. Esto permite la siembra temprana y el trasplante de algunos cultivos, y alienta el crecimiento más rápido. A medida que avanza la estación, el mantillo estabiliza la temperatura del suelo y la humedad, la luz solar no penetra y evita la germinación de semillas de malas hierbas.
En los huertos familiares y las operaciones agrícolas más pequeñas, mantillo orgánico se propaga normalmente con la mano alrededor de las plantas emergidas. (En las parcelas con mantillo existente, el mantillo apartó de la cama de siembra antes de la siembra, y restaurado después de haber surgido de las plántulas.)
Para materiales como la paja y heno, una trituradora puede ser utilizada para cortar el material. El abono orgánico se amontonan por lo general es muy altos, seis pulgadas (152 mm) o más, y se instalan durante la temporada.